# Tragedia de Time Warp
Se conoce como tragedia de Time Warp a la tragedia producida en la noche del 15 y la madrugada del 16 de abril de 2016 en Costa Salguero, complejo de predios ubicado en el noreste de la Ciudad de Buenos Aires, durante un festival electrónico donde murieron 5 personas y decenas debieron ser hospitalizadas, entre ellos seis en terapia intensiva.

## Propiedad del predio
Su concesionario es Telemetrix, que maneja el Complejo Costa Salguero, por $ 166.652 de canon, con 17 hectáreas con 23 emprendimientos (hoteles, discotecas, salones de eventos y golf). En 2013 se presentó una  denuncia sobre este concesionario involucró a la jefa del bloque del PRO porteño Carmen Polledo y su esposo Fernando Polledo Olivera, quien es presidente de Centro Costa Salguero SA. Según la denuncia dichas empresas en virtud de sus cercanías al oficialismo serían beneficiadas con un canon irrisorio por utilizar terrenos públicos pertenecientes a la Ciudad. Telemetrix pertenece a los propietarios de la constructora Emaco S.A.. Después de una clausura de varios locales, las restantes consiguieron habilitaciones express. Uno de los comercios que recibió una habilitación en tiempo record es TEB SRL, salón donde se casó Mauricio Macri y sede de las convenciones que el partido PRO utiliza todas las elecciones como comando de campaña, las subconcesionaria es la firma Centro Costa Salguero S.A., el presidente de esta empresa es Fernando Polledo Olivera, esposo de la legisladora del bloque del PRO. El diputado Facundo Di Filippo, pidió que se investigue el “posible delito de defraudación por administración fraudulenta” y acusaron al ministro de Desarrollo Económico, Francisco Adolfo Cabrera y al director de Concesiones, Gabriel Astarloa por corrupción.

## El evento
El Time Warp Buenos Aires 2016 fue proyectado para realizarse el 15 y 16 de abril de ese año en el Centro Costa Salguero. El precio de los tickets de ingreso para estas fechas promedió los 850 pesos argentinos (aproximadamente 40 USD). Según investigaciones el predio de Costa Salguero estaba abarrotado, lleno de dealers cargados de éxtasis y sin agua corriente en los baños, durante la  madrugada del 16 de abril de 2016 murieron cinco jóvenes y muchos más fueron internados. La Justicia declaró que el gobierno porteño no controló adecuadamente la fiesta. Se investiga si hubo más de 20.500 personas en un encuentro previsto para 13.000.
Durante la primera noche 5 jóvenes murieron por ingesta de drogas de diseño. Dos de ellos fallecieron en el predio mientras que uno murió en la ambulancia que lo trasladaba al hospital. Otros dos fallecieron en los centros de salud. En las primeras declaraciones el doctor Alberto Crescenti, jefe del SAME, comentó que las víctimas "murieron en forma fulminante" y que presentaban temperaturas corporales superiores a los 40 grados. Las autopsias mostraron que las muertes se produjeron por edema pulmonar y paro cardiorrespiratorio y que las víctimas eran personas jóvenes sin enfermedades preexistentes. Además, otros cinco jóvenes permanecieron internados en distintas unidades de terapia intensiva. Los exámenes toxicológicos revelaron el consumo de sustancias como MDMA (éxtasis), metanfetaminas y, particularmente, de PMMA (conocida como Superman por el diseño estampado en las pastillas consumidas).

## Investigación judicial
Los encargados de llevar adelante las investigaciones fueron el fiscal federal Federico Delgado y el juez federal Sebastián Casanello, quienes sostuvieron que la fiesta había estado armada para que se vendiera droga y los jóvenes consumieran la mayor cantidad de agua posible en un contexto de descontrol. Quien consume éxtasis necesita tomar agua, y las canillas habían sido cerradas, la única manera de hidratarse era comprando el agua Block, que iba aumentando de precio a medida que transcurría la noche.
El juez procesó a ocho miembros de la organización: Víctor Stinfale (por la empresa Energy Group, que comercializa el energizante Speed y el agua Block), Adrián Conci, presidente de Dell Producciones, y sus apoderados, Carlos Garat y Máximo Ávila, al encargado de seguridad, Carlos Penise, y a Martín Gontad. Otros tres organizadores que estaban prófugos: Walter Santangelo (titular de Energy), Diego Herrera y Facundo González (apoderados de Dell). Salvo Herrara, los otros dos también fueron procesados,a su vez cinco funcionarios porteños procesados por venta de drogas en el predio. Dos funcionarios del Gobierno de la ciudad de Buenos Aires estaban el el sector VIP del festival durante la tragedia, el gerente operativo de Eventos Masivos de la Agencia Gubernamental de Control, Claudio Iacobaccio, —quien desde su ascenso como gerente en la Agencia Gubernamental de Control porteña, en 2011, su patrimonio pasó de 128 mil pesos a 8 millones de pesos—, y el inspector Fernán García Vázquez.
Los tres controladores indicaron que dejaron el predio a eso de las 4 de la mañana. A esa hora, según consta en los chats del grupo "Time Warp" de los organizadores, el ingreso había superado a los 13 mil asistentes, cantidad de personas para las que el evento estaba autorizado. En WhatsApp, a las 04:04:15 a. m., desde el celular de "Axel" de Axcess Group, la empresa encargada de controlar los accesos, contaba 18.003, muy superior a la permitida.
Stinfale fue detenido en mayo y trasladado al penal de Marcos Paz. Pero en julio, la Sala II de la Cámara Criminal Correccional Federal, formada por los jueces Eduardo Farah y Martín Irurzun, ordenó excarcelarlo. En la causa fueron indagadas 74 personas, se procesó a 39 (8 de la organización, 25 de la PNA y 5 GCBA), y se tomaron unas 100 declaraciones testimoniales, además de los múltiples allanamientos y pericias. Las autopsias determinaron que los chicos murieron por policonsumo. Según el fiscal Delgado “En un espacio cerrado, la organización generó las condiciones para que un grupo de personas vendiesen libremente drogas a los concurrentes. Permitieron la venta de drogas porque las sintéticas requieren de hidratación constante, y la organización vendía el agua" días después los jueces Eduardo Farah y Martín Irurzun, ambos jueces considerados cercanos al oficialismo, cambiaron la calificación legal por la que habían sido procesados los organizadores de la fiesta Time Warp en la que murieron cinco jóvenes, y todos ellos quedaron en libertad, Farah e Irurzun cambiaron la carátula por un delito bastante más leve. Stinfale declaró en un programa televisivo que "Antes de diciembre, Delgado deja de ser fiscal".En una entrevista con Alejandro Fantino, en el programa Animales Sueltos, Stinfale amenazó al fiscal con lograr desplazarlo de la Justicia. "Lo voy a sacar por la puerta de costado. Este tipo la Cámara le pega terrible cachetazo de muerte. Es fiscal federal y quiero contar los días que va a serlo", lanzó. “Yo me voy a cargar al fiscal Delgado”. Semanas después los camaristas Eduardo Farah y Martín Irurzun  dispusieron apartar al fiscal del caso Francisco Delgado, a pedido de Stinfale quien logró apartarlo de la causa por Time Warp.
Tras el desplazamiento de Delgado, el juez Casanello siguió adelante con la investigación con la intervención del fiscal Ramiro González, pero en agosto de ese año la misma sala de la Cámara Federal, integrada por los jueces Martín Irurzun y Eduardo Farah, que había apartado al fiscal que impulsó la investigación, Federico Delgado, también aparto a Casanello. El fiscal Federico Delgado denunció que los imputados quieren “destruir” la causa Time Warp y denunció que se buscaba “que Time Warp quede impune”. La Cámara Federal había apartado al fiscal Delgado, luego de ello él fue “amenazado públicamente por televisión y por las redes redes sociales por parte de los procesados y sus abogados. Posteriormente el fiscal del caso fue atropellado por un auto. Ese hecho, que es materia de investigación, fue festejado por personas vinculadas a los procesados.
Desde los bloques de diputados nacionales y de legisladores porteños del Frente para la Victoria-PJ pidieron la interpelación de la ministra de Seguridad y del jefe de Gobierno para que expliquen sus respectivas responsabilidades alrededor de los hechos ocurridos la madrugada del 16 de abril en Costa Salguero. en una interpelación parlamentaria la diputada del PRO y vicepresidente primera de la Legislatura, Carmen Polledo, admitió que es dueña de la S.A. reconoció que su marido es accionista del predio de Costa Salguero donde se realizó la fiesta Time Warp y fallecieron cinco jóvenes, pero se desvinculó de los muertos y la venta de drogas en el local y denunció que las denuncias eran un "ataque" en su contra por cuestiones de género y negó su renuncia. por orden judicial se ordenó clausurar todos los locales del predio,
pero la Dirección de Habilitaciones porteña se negó a cumplir el fallo.